# Stella Fare
Stella Shanti Helen Fare, ogift Vinterhed, ursprungligen Kumar, född 27 oktober 1958 i norra London, är en svensk politiker. Hon representerade det lokala Stockholmspartiet 1985–2002 och var dess gruppledare under tio år. Fare var borgarråd i Stockholm från 1998 till 2002. Hon är mest känd bland stockholmarna för att ha drivit igenom en omfattande satsning på cykelbanor i Stockholm.

## Biografi
Fare växte upp på Södermalm i Stockholm. Under ett par år i tonåren bodde hon på Barnbyn Skå på Färingsö där hennes styvfar Bengt Börjeson efterträtt Gustav Jonsson som chef. 1974 tillbringade hon ett år som AFS-stipendiat i USA. Efter gymnasiestudier på Norra Latin och Sveaplans vuxengymnasium påbörjade hon studier vid Stockholms universitet och blev fil. kand. med historia som huvudämne 1986. I valet 1985 blev hon invald som ersättare i Stockholms kommunfullmäktige och ordinarie ledamot 1986. Hon var anställd på Stockholms stadsarkiv och Riksarkivet tills hon blev förtroendevald på heltid 1990. 
Efter valförlusten 2002 då Stockholmspartiet förlorade sina mandat i Stadshuset bytte hon parti till Folkpartiet liberalerna. I valet 2006 blev hon blev invald till Stockholms läns landsting där hon fortsatte att driva trafikfrågor i Storstockholms Lokaltrafiks styrelse. Mellan 2012 och 2014 var hon vice ordförande i SL/landstingets Trafiknämnd.  Efter valet 2014 lämnade hon sina uppdrag med motiveringen att partiet inte velat satsa på trafikfrågorna utan lämnat över hela ansvaret till moderaterna i utbyte mot poster inom sjukvården. Hon lämnade politiken samma år.
I september 2015 utgav hon och Trafiknostalgiska Förlaget boken Brunkeberg och torget som försvann.
Fare är dotter till Kerstin Vinterhed i hennes äktenskap med Peter Prashant Kumar Lal från New Delhi i Indien. Hon är vidare systerdotter till Annette Kullenberg och Claes Borgström. Hon är gift med konstnären Michael Fare och de har fyra vuxna döttrar.